# Omegna Sportiva 1940-1941
Questa voce raccoglie le informazioni riguardanti l'Omegna Sportiva nelle competizioni ufficiali della stagione 1940-1941.

## Rosa
| N. |                   | Ruolo | Calciatore         |
| -- | ----------------- | ----- | ------------------ |
|    | Italia (bandiera) | D     | G. Alberganti      |
|    | Italia (bandiera) | D     | Teresio Bercellino |
|    | Italia (bandiera) | P     | Remo Bertinetti    |
|    | Italia (bandiera) | A     | Serafino Bertolini |
|    | Italia (bandiera) | D     | G. Bisetti         |
|    | Italia (bandiera) | D     | Adolfo Bricchi     |
|    | Italia (bandiera) | D     | Romeo Cabas        |
|    | Italia (bandiera) | P     | T. Capris          |
|    | Italia (bandiera) | D     | Luigi Carmagnola   |
|    | Italia (bandiera) | A     | Marco Cattaneo     |
|    | Italia (bandiera) | A     | Antonio Comolli    |
|    | Italia (bandiera) | A     | Piero Costa        |
|    | Italia (bandiera) | C     | P. Creola          |
|    | Italia (bandiera) | P     | Vittorio Cristina  |
|    | Italia (bandiera) | A     | Guido Fovana       |

| N. |                   | Ruolo | Calciatore         |
| -- | ----------------- | ----- | ------------------ |
|    | Italia (bandiera) | D     | Osvaldo Gardini    |
|    | Italia (bandiera) | A     | Giuseppe Gellera   |
|    | Italia (bandiera) | D     | Luigi Gemelli      |
|    | Italia (bandiera) | A     | Vittorio Ghirlanda |
|    | Italia (bandiera) | A     | B. Giorla          |
|    | Italia (bandiera) | A     | Ilio Guidugli      |
|    | Italia (bandiera) | C     | P. Marzolo         |
|    | Italia (bandiera) | A     | Giulio Perret      |
|    | Italia (bandiera) | A     | E. Rinaldi         |
|    | Italia (bandiera) | A     | Silvio Rossi       |
|    | Italia (bandiera) | A     | Alberto Savini     |
|    | Italia (bandiera) | A     | Aldo Savino        |
|    | Italia (bandiera) | P     | Luigi Sculli       |
|    | Italia (bandiera) | P     | G. Spinoni         |
|    | Italia (bandiera) | C     | A. Stoppini        |